# Cordia galeottiana
Cordia galeottiana är en strävbladig växtart som beskrevs av Achille Richard. Cordia galeottiana ingår i släktet Cordia, och familjen strävbladiga växter. Inga underarter finns listade i Catalogue of Life.